# 로베르트 코흐
하인리히 헤르만 로베르트 코흐(독일어: Heinrich Hermann Robert Koch, 1843년 12월 11일 ~ 1910년 5월 27일)는 독일의 의사, 미생물학자이다.
탄저병(1877년), 콜레라(1885년)의 구체적인 원인물질이 병원균인 탄저균과 콜레라균임을 명확히 규명하여 ‘세균학의 아버지’라는 평가를 받고 있다.1882년에 결핵균을 최초로 발견했으며 이 발견으로 인해 1905년 노벨 생리·의학상을 수상했다.

## 생애
하노버 왕국 클라우스탈에서 광산 기사의 아들로 태어났다. 괴팅겐 대학교에서 프리드리히 구스타프 야코프 헨레 밑에서 의학을 공부하고 1866년 졸업했는데, 의대생 시절 루이 파스퇴르의 미생물 연구에 관심을 갖게 되어 베를린 대학교에서 미생물연구를 하였다. 1866년 1월, 코흐는 의과 대학을 졸업하고 가장 높은 명성을 얻었다. 의사자격시험에 합격, 의사가 된 코흐는 시골에서 근무하다가, 프로이센-프랑스 전쟁 당시 군의관으로 근무하였다. 종전후 볼슈타인(지금의 Wolsztyn)에서 지역 의사로 일하면서 탄저에 대해 연구, 1876년 브레슬라우 대학교에서 자신의 연구 결과를 가축 실험으로 발표하였다. 코흐의 연구결과는 여러 나라에 알려져, 미생물학 발전에 공헌하였다.
1881년 베를린 국립 위생원으로 자리를 옮긴 그는 세균의 표본 고정법·염색법·현미경 촬영법을 창시하였다. 이듬해 1882년 3월 24일 결핵균을 발견했으며, 공기를 통해 전염된다는 것도 알았다. 1883년에는 이집트를 거쳐 인도까지 여행하면서 콜레라 병원균을 발견했다. 1890년 결핵균에 대한 항원인 투베르쿨린을 발견했다. 그러나 머지않아 투베르쿨린이 효과가 없음이 드러나자 학자로서 코흐의 명성은 일시적으로 하락하게 된다.
코흐는 그가 발견한 투베르쿨린의 개량을 위해 온힘을 쏟다가 그의 제자인 에밀 아돌프 폰 베링에게 학자로서의 입지마저 위협당하게 된다. 결국 베링은 디프테리아에 대한 혈청 면역 연구로 1901년 최초의 노벨 생리학상을 수여받게 되는데, 이는 코흐보다 4년 먼저의 수상이었다. 그러나 이러한 베링의 수상은 논란의 여지가 많았던 것으로, 파상풍 혈청 면역 연구와 혐기성 세균의 순수 배양, 세균의 독소 생성 등 코흐의 또 다른 일본 출신 제자인 기타자토 시바사부로가 이뤄낸 연구 성과의 역할과 중요성이 수상자 결정에서 무시되었다는 의혹이 일고 있다.
1891년에는 베를린 국립전염병연구소의 초대 소장이 되었으며, 1905년 세균학 창시에 대한 공로로 노벨 생리학·의학상을 받았다. 1910년 바덴바덴에서 사망했다(향년 66세).

## 참고 문헌
- 《유한준 과학이야기, 과학을 빛낸 사람들 3》/유한준 글, 신혜원 그림/도서출판 산하
- 이 문서에는 다음커뮤니케이션(현 카카오)에서 GFDL 또는 CC-SA 라이선스로 배포한 글로벌 세계대백과사전의 내용을 기초로 작성된 글이 포함되어 있습니다.

## 같이 보기
- 코흐의 공리
- 로베르트 코흐 연구소
- 필리포 파치니